# Draginac (Loznica)
Draginac (Servisch cyrillisch Драгинац) is een plaats in de Servische gemeente Loznica. De plaats telt 324 inwoners (2002).